# Traudel
Traudel bzw. Traudl oder Trautl ist ein weiblicher Vorname. Er ist eine oft eigenständig verwendete Kurzform von Vornamen, die auf -trud oder -traud enden, insbesondere von Edeltraud, Gertrud oder auch Waltraud.

## Namensträgerinnen

### Traudel
- Traudel Gemmer (* 1949), deutsche Steuerberaterin und Unternehmerin
- Traudel Haas (* 1945), deutsche Schauspielerin und Synchronsprecherin
- Traudel Himmighöfer (* 1960), deutsche Theologin und Bibliothekarin
- Traudel Pichler (1941–2002), österreichische Akademische Grafikerin, Malerin und Professorin
- Traudel Rübsamen (* 1954), deutsche Botanikerin
- Traudel Sperber (* 1957), deutsche Schauspielerin, Hörspiel- und Synchronsprecherin

### Traudl
- Traudl Brunnquell (1919–2010), deutsche Designerin
- Traudl Bünger (* 1975), deutsche Autorin, Dramaturgin, Literaturkritikerin und Kulturvermittlerin
- Traudl Eder (* 1941), österreichische Skirennfahrerin
- Traudl Gleixner, deutsche Fußballspielerin
- Traudl Hächer (* 1962), deutsche Skirennfahrerin
- Traudl Hecher (1943–2023), österreichische Skirennfahrerin
- Traudl Herrhausen (* 1943), deutsche Politikerin, ehemalige Abgeordnete des Hessischen Landtags
- Traudl Junge (1920–2002), Sekretärin Adolf Hitlers von 1942 bis 1945
- Traudl Kleefeld (1936–2024), Neuphilologin, Historikerin, Autorin
- Traudl Klink (* 1955), deutsche Automobilrennfahrerin und Unternehmerin
- Traudl Kulikowsky (* 1943), deutsche Schauspielerin
- Traudl Oberhorner (* 1936), deutsche Volksschauspielerin
- Traudl Stark (1930–2021), ehemaliger Kinderstar im deutschen Film
- Traudl Treichl (* 1950), deutsche Skirennfahrerin
- Traudl Vogler (1941–2009), deutsche Bühnenbildnerin, Puppenspielerin und Synchronsprecherin
- Traudl Wallbrecher (1923–2016), Vertreterin der katholischen Avantgarde des 20. Jahrhunderts und Initiatorin der Katholischen Integrierten Gemeinde
- Traudl Well (1919–2015), deutsche Volksmusikerin und 15-fache Mutter

### Trautl
- Trautl Brandstaller (1939–2024), österreichische Journalistin, Schriftstellerin und Fernsehredakteurin